# Collegio elettorale di Casale Monferrato - Chivasso
Il collegio di Casale Monferrato-Chivasso fu un collegio elettorale uninominale della Repubblica Italiana appartenente alla Circoscrizione Piemonte; fu utilizzato per eleggere un senatore della Repubblica dalla I alla XI legislatura.

## Storia
Il collegio venne creato nel 1948 secondo la legge n. 29 del 6 febbraio 1948 la quale, pur basandosi sull'impianto proporzionale in vigore per la Camera, rispetto a quest'ultima conteneva alcuni piccoli correttivi in senso maggioritario. Tale legge ebbe il suo definitivo perfezionamento col Testo Unico n°361 del 1957. Differentemente dalla Camera, la legge elettorale del Senato si articolava su base regionale, seguendo il dettato costituzionale (art.57). Ogni Regione era suddivisa in tanti collegi uninominali quanti erano i seggi ad essa assegnati. All'interno di ciascun collegio, veniva eletto il candidato che avesse raggiunto il quorum del 65% delle preferenze: tale soglia, oggettivamente di difficilissimo conseguimento, tradiva l'impianto proporzionale su cui era concepito anche il sistema elettorale della Camera Alta. Qualora, come normalmente avveniva, nessun candidato avesse conseguito l'elezione, i voti di tutti i candidati venivano raggruppati in liste di partito a livello regionale, dove i seggi venivano allocati utilizzando il metodo D'Hondt delle maggiori medie statistiche e quindi, all'interno di ciascuna lista, venivano dichiarati eletti i candidati con le migliori percentuali di preferenza.
Nel 1993, con la cosiddetta Legge Mattarella (Legge n. 276, Norme per l'elezione del Senato della Repubblica), attuata in seguito al referendum abrogativo del 1993, venne istituito per la Camera dei deputati e per il Senato della Repubblica un sistema di elezione misto, in parte maggioritario e in parte proporzionale. Il 75% dei parlamentari dell'assemblea veniva eletto in collegi uninominali tramite sistema maggioritario a turno unico; il restante 25% al Senato veniva eletto tramite recupero proporzionale dei più votati non eletti attraverso un meccanismo di calcolo denominato "scorporo", cioè sottraendo dal conteggio dei voti totali di una lista nella parte proporzionale i voti ottenuti dai candidati collegati alla medesima lista che erano eletti nei collegi uninominali con il sistema maggioritario.
Il collegio di Casale Monferrato-Chivasso venne pertanto abolito nel 1993.

## Territorio
Il collegio di Casale Monferrato-Chivasso era uno dei 17 collegi uninominali in cui era suddiviso il Piemonte; comprendeva i seguenti comuni: Alfiano Natta, Altavilla Monferrato, Arignano, Balzola, Bassignana, Borgo San Martino, Bozzole, Brandizzo, Brozolo, Brusasco, Camagna Monferrato, Camino, Casalborgone, Casale Monferrato, Castagneto Po, Castelletto Merli, Castelletto Monferrato, Cella Monte, Cereseto, Cerrina Monferrato, Chivasso, Cinzano, Conzano, Cuccaro Monferrato, Felizzano, Frassinello Monferrato, Frassineto Po, Fubine, Gabiano, Giarole, Lauriano, Lu, Marentino, Mirabello Monferrato, Mombello di Torino, Mombello Monferrato, Moncestino, Montaldo Torinese, Montanaro, Monteu da Po, Morano sul Po, Murisengo, Occimiano, Odalengo Grande, Odalengo Piccolo, Ottiglio, Ozzano Monferrato, Pavarolo, Pecetto di Valenza, Pomaro Monferrato, Pontestura, Ponzano Monferrato, Quargnento, Quattordio, Rivalba, Rondissone, Rosignano Monferrato, Sala Monferrato, San Giorgio Monferrato, San Salvatore Monferrato, San Sebastiano da Po, Sciolze, Serralunga di Crea, Solero, Solonghello, Terruggia, Ticineto, Torrazza Piemonte, Treville, Valenza, Valmacca, Verolengo, Verrua Savoia, Vignale Monferrato, Villadeati, Villamiroglio e Villanova Monferrato.

## Dati elettorali

### I legislatura
|                                                                                | Felice Lovera    | Democrazia Cristiana        | 53 475  | 46,69 |  |  |  |  |  |
|                                                                                | Luigi Fadda      | Fronte Democratico Popolare | 43 933  | 38,36 |  |  |  |  |  |
|                                                                                | Vittorio Dardano | Blocco Nazionale            | 17 125  | 14,95 |  |  |  |  |  |
| Totale                                                                         | Totale           | Totale                      | 114 533 | 100   |  |  |  |  |  |
|                                                                                |                  |                             |         |       |  |  |  |  |  |
| Voti non validi                                                                | Voti non validi  | Voti non validi             | 8 669   | 7,04  |  |  |  |  |  |
| Votanti                                                                        | Votanti          | Votanti                     | 123 202 | 94,93 |  |  |  |  |  |
| Elettori                                                                       | Elettori         | Elettori                    | 129 776 |       |  |  |  |  |  |
|                                                                                |                  |                             |         |       |  |  |  |  |  |
| Nota: quorum del 65% non raggiunto; ripartizione dei seggi a livello regionale |                  |                             |         |       |  |  |  |  |  |
| Data: 18 aprile 1948                                                           |                  |                             |         |       |  |  |  |  |  |
| Fonte: Ministero dell'interno                                                  |                  |                             |         |       |  |  |  |  |  |

### II legislatura
|                                                                                | Felice Lovera      | Democrazia Cristiana                    | 42 312  | 36,06 |  |  |  |  |  |
|                                                                                | Celeste Negarville | Partito Comunista Italiano              | 26 618  | 22,69 |  |  |  |  |  |
|                                                                                | Paolo Angelino     | Partito Socialista Italiano             | 20 765  | 17,70 |  |  |  |  |  |
|                                                                                | Carlo Cavallero    | Partito Nazionale Monarchico            | 9 352   | 7,97  |  |  |  |  |  |
|                                                                                | Luigi Carmagnola   | Partito Socialista Democratico Italiano | 7 561   | 6,44  |  |  |  |  |  |
|                                                                                | Vittorio Dardano   | Partito Liberale Italiano               | 7 225   | 6,16  |  |  |  |  |  |
|                                                                                | Alfonso Ollearo    | Movimento Sociale Italiano              | 2 452   | 2,09  |  |  |  |  |  |
|                                                                                | Giacomo Ca Zorzi   | Unità Popolare                          | 546     | 0,47  |  |  |  |  |  |
|                                                                                | Corrado Sgadari    | Alleanza Democratica Nazionale          | 494     | 0,42  |  |  |  |  |  |
| Totale                                                                         | Totale             | Totale                                  | 117 325 | 100   |  |  |  |  |  |
|                                                                                |                    |                                         |         |       |  |  |  |  |  |
| Voti non validi                                                                | Voti non validi    | Voti non validi                         | 7 058   | 5,67  |  |  |  |  |  |
| Votanti                                                                        | Votanti            | Votanti                                 | 124 383 | 95,44 |  |  |  |  |  |
| Elettori                                                                       | Elettori           | Elettori                                | 130 330 |       |  |  |  |  |  |
|                                                                                |                    |                                         |         |       |  |  |  |  |  |
| Nota: quorum del 65% non raggiunto; ripartizione dei seggi a livello regionale |                    |                                         |         |       |  |  |  |  |  |
| Data: 7 giugno 1953                                                            |                    |                                         |         |       |  |  |  |  |  |
| Fonte: Ministero dell'interno                                                  |                    |                                         |         |       |  |  |  |  |  |

### III legislatura
|                                                                                | Paolo Desana               | Democrazia Cristiana                       | 50 512  | 42,01 |  |  |  |  |  |
|                                                                                | Domenico Ajma ✔️ Eletto    | Partito Comunista Italiano                 | 27 093  | 22,53 |  |  |  |  |  |
|                                                                                | Paolo Angelino ✔️ Eletto   | Partito Socialista Italiano                | 21 828  | 18,16 |  |  |  |  |  |
|                                                                                | Luigi Carmagnola           | Partito Socialista Democratico Italiano    | 6 534   | 5,43  |  |  |  |  |  |
|                                                                                | Armando Vignola            | Partito Liberale Italiano                  | 5 145   | 4,28  |  |  |  |  |  |
|                                                                                | Giovanni Battista Boggione | Partito Monarchico Popolare                | 2 265   | 1,88  |  |  |  |  |  |
|                                                                                | Trento De Amicis           | Movimento Comunità                         | 2 619   | 2,18  |  |  |  |  |  |
|                                                                                | Alessandro Scotti          | Movimento Autonomista Regionale Piemontese | 2 019   | 1,68  |  |  |  |  |  |
|                                                                                | Guido Sarzano              | Partito Nazionale Monarchico               | 1 444   | 1,20  |  |  |  |  |  |
|                                                                                | Luciano Salza              | PRI - PR                                   | 770     | 0,64  |  |  |  |  |  |
| Totale                                                                         | Totale                     | Totale                                     | 120 229 | 100   |  |  |  |  |  |
|                                                                                |                            |                                            |         |       |  |  |  |  |  |
| Voti non validi                                                                | Voti non validi            | Voti non validi                            | 7 548   | 5,91  |  |  |  |  |  |
| Votanti                                                                        | Votanti                    | Votanti                                    | 127 777 | 96,30 |  |  |  |  |  |
| Elettori                                                                       | Elettori                   | Elettori                                   | 132 684 |       |  |  |  |  |  |
|                                                                                |                            |                                            |         |       |  |  |  |  |  |
| Nota: quorum del 65% non raggiunto; ripartizione dei seggi a livello regionale |                            |                                            |         |       |  |  |  |  |  |
| Data: 25 maggio 1958                                                           |                            |                                            |         |       |  |  |  |  |  |
| Fonte: Ministero dell'interno                                                  |                            |                                            |         |       |  |  |  |  |  |

### IV legislatura
|                                                                                | Paolo Desana    | Democrazia Cristiana                    | 41 458  | 34,61 |  |  |  |  |  |
|                                                                                | S. Core         | Partito Comunista Italiano              | 32 066  | 26,77 |  |  |  |  |  |
|                                                                                | Paolo Angelino  | Partito Socialista Italiano             | 18 548  | 15,48 |  |  |  |  |  |
|                                                                                | Armando Gerini  | Partito Liberale Italiano               | 17 571  | 14,67 |  |  |  |  |  |
|                                                                                | A. Oppezzo      | Partito Socialista Democratico Italiano | 7 439   | 6,21  |  |  |  |  |  |
|                                                                                | C. Delcroix     | MSI - PDIUM                             | 2 706   | 2,26  |  |  |  |  |  |
| Totale                                                                         | Totale          | Totale                                  | 119 788 | 100   |  |  |  |  |  |
|                                                                                |                 |                                         |         |       |  |  |  |  |  |
| Voti non validi                                                                | Voti non validi | Voti non validi                         | 8 569   | 6,68  |  |  |  |  |  |
| Votanti                                                                        | Votanti         | Votanti                                 | 128 357 | 96,03 |  |  |  |  |  |
| Elettori                                                                       | Elettori        | Elettori                                | 133 664 |       |  |  |  |  |  |
|                                                                                |                 |                                         |         |       |  |  |  |  |  |
| Nota: quorum del 65% non raggiunto; ripartizione dei seggi a livello regionale |                 |                                         |         |       |  |  |  |  |  |
| Data: 28 aprile 1963                                                           |                 |                                         |         |       |  |  |  |  |  |
| Fonte: Ministero dell'interno                                                  |                 |                                         |         |       |  |  |  |  |  |

### V legislatura
|                                                                                | Paolo Desana                    | Democrazia Cristiana          | 42 763  | 35,68 |  |  |  |  |  |
|                                                                                | Carlo Galante Garrone ✔️ Eletto | PCI - PSIUP                   | 40 074  | 33,44 |  |  |  |  |  |
|                                                                                | A. Oppezzo                      | PSI-PSDI Unificati            | 17 505  | 14,61 |  |  |  |  |  |
|                                                                                | Armando Gerini                  | Partito Liberale Italiano     | 16 093  | 13,43 |  |  |  |  |  |
|                                                                                | G. Bolla                        | MSI - PDIUM                   | 2 178   | 1,82  |  |  |  |  |  |
|                                                                                | A. Rossi                        | Partito Repubblicano Italiano | 1 236   | 1,03  |  |  |  |  |  |
| Totale                                                                         | Totale                          | Totale                        | 119 849 | 100   |  |  |  |  |  |
|                                                                                |                                 |                               |         |       |  |  |  |  |  |
| Voti non validi                                                                | Voti non validi                 | Voti non validi               | 9 788   | 7,55  |  |  |  |  |  |
| Votanti                                                                        | Votanti                         | Votanti                       | 129 637 | 95,74 |  |  |  |  |  |
| Elettori                                                                       | Elettori                        | Elettori                      | 135 409 |       |  |  |  |  |  |
|                                                                                |                                 |                               |         |       |  |  |  |  |  |
| Nota: quorum del 65% non raggiunto; ripartizione dei seggi a livello regionale |                                 |                               |         |       |  |  |  |  |  |
| Data: 19 maggio 1968                                                           |                                 |                               |         |       |  |  |  |  |  |
| Fonte: Ministero dell'interno                                                  |                                 |                               |         |       |  |  |  |  |  |

### VI legislatura
|                                                                                | Carlo Mina                      | Democrazia Cristiana                    | 41 993  | 34,49 |  |  |  |  |  |
|                                                                                | Carlo Galante Garrone ✔️ Eletto | PCI - PSIUP                             | 38 065  | 31,26 |  |  |  |  |  |
|                                                                                | C. Luparia                      | Partito Socialista Italiano             | 12 762  | 10,48 |  |  |  |  |  |
|                                                                                | A. Bori                         | Partito Liberale Italiano               | 10 647  | 8,74  |  |  |  |  |  |
|                                                                                | A. Oppezzo                      | Partito Socialista Democratico Italiano | 7 913   | 6,50  |  |  |  |  |  |
|                                                                                | S. Parola                       | Movimento Sociale Italiano              | 5 200   | 4,27  |  |  |  |  |  |
|                                                                                | Domenico Gamba                  | Partito Repubblicano Italiano           | 5 188   | 4,26  |  |  |  |  |  |
| Totale                                                                         | Totale                          | Totale                                  | 121 768 | 100   |  |  |  |  |  |
|                                                                                |                                 |                                         |         |       |  |  |  |  |  |
| Voti non validi                                                                | Voti non validi                 | Voti non validi                         | 8 290   | 6,37  |  |  |  |  |  |
| Votanti                                                                        | Votanti                         | Votanti                                 | 130 058 | 96,19 |  |  |  |  |  |
| Elettori                                                                       | Elettori                        | Elettori                                | 135 204 |       |  |  |  |  |  |
|                                                                                |                                 |                                         |         |       |  |  |  |  |  |
| Nota: quorum del 65% non raggiunto; ripartizione dei seggi a livello regionale |                                 |                                         |         |       |  |  |  |  |  |
| Data: 7 maggio 1972                                                            |                                 |                                         |         |       |  |  |  |  |  |
| Fonte: Ministero dell'interno                                                  |                                 |                                         |         |       |  |  |  |  |  |

### VII legislatura
|                                                                                | Tullio Vinay ✔️ Eletto     | Partito Comunista Italiano              | 45 610  | 37,19 |  |  |  |  |  |
|                                                                                | Carlo Mina                 | Democrazia Cristiana                    | 42 260  | 34,45 |  |  |  |  |  |
|                                                                                | Francesco Ernesto Cressano | Partito Socialista Italiano             | 13 335  | 10,87 |  |  |  |  |  |
|                                                                                | Armando Gerini             | Partito Liberale Italiano               | 6 402   | 5,22  |  |  |  |  |  |
|                                                                                | Domenico Passalacqua       | Partito Socialista Democratico Italiano | 5 051   | 4,12  |  |  |  |  |  |
|                                                                                | Francesco Carpignano       | Movimento Sociale Italiano              | 4 527   | 3,69  |  |  |  |  |  |
|                                                                                | Domenico Gamba             | Partito Repubblicano Italiano           | 4 286   | 3,49  |  |  |  |  |  |
|                                                                                | Giorgio Giovanzana         | Partito Radicale                        | 1 182   | 0,96  |  |  |  |  |  |
| Totale                                                                         | Totale                     | Totale                                  | 122 653 | 100   |  |  |  |  |  |
|                                                                                |                            |                                         |         |       |  |  |  |  |  |
| Voti non validi                                                                | Voti non validi            | Voti non validi                         | 5 902   | 4,59  |  |  |  |  |  |
| Votanti                                                                        | Votanti                    | Votanti                                 | 128 555 | 95,12 |  |  |  |  |  |
| Elettori                                                                       | Elettori                   | Elettori                                | 135 146 |       |  |  |  |  |  |
|                                                                                |                            |                                         |         |       |  |  |  |  |  |
| Nota: quorum del 65% non raggiunto; ripartizione dei seggi a livello regionale |                            |                                         |         |       |  |  |  |  |  |
| Data: 20 giugno 1976                                                           |                            |                                         |         |       |  |  |  |  |  |
| Fonte: Ministero dell'interno                                                  |                            |                                         |         |       |  |  |  |  |  |

### VIII legislatura
|                                                                                | Riccardo Triglia     | Democrazia Cristiana                         | 41 288  | 34,73 |  |  |  |  |  |
|                                                                                | L. Martino ✔️ Eletto | Partito Comunista Italiano                   | 41 250  | 34,70 |  |  |  |  |  |
|                                                                                | U. Pallavidino       | Partito Socialista Italiano                  | 13 057  | 10,98 |  |  |  |  |  |
|                                                                                | G. Zanlungo          | Partito Socialista Democratico Italiano      | 7 129   | 6,00  |  |  |  |  |  |
|                                                                                | V. Zanone            | Partito Liberale Italiano                    | 5 674   | 4,77  |  |  |  |  |  |
|                                                                                | C. Giacometto        | Movimento Sociale Italiano                   | 4 183   | 3,52  |  |  |  |  |  |
|                                                                                | C. Caire             | Partito Repubblicano Italiano                | 3 596   | 3,02  |  |  |  |  |  |
|                                                                                | L. Matteoli          | Partito Radicale - Nuova Sinistra Unita      | 2 247   | 1,89  |  |  |  |  |  |
|                                                                                | M. Torello           | Costituente di Destra - Democrazia Nazionale | 468     | 0,39  |  |  |  |  |  |
| Totale                                                                         | Totale               | Totale                                       | 118 892 | 100   |  |  |  |  |  |
|                                                                                |                      |                                              |         |       |  |  |  |  |  |
| Voti non validi                                                                | Voti non validi      | Voti non validi                              | 7 853   | 6,20  |  |  |  |  |  |
| Votanti                                                                        | Votanti              | Votanti                                      | 126 745 | 93,71 |  |  |  |  |  |
| Elettori                                                                       | Elettori             | Elettori                                     | 135 247 |       |  |  |  |  |  |
|                                                                                |                      |                                              |         |       |  |  |  |  |  |
| Nota: quorum del 65% non raggiunto; ripartizione dei seggi a livello regionale |                      |                                              |         |       |  |  |  |  |  |
| Data: 3 giugno 1979                                                            |                      |                                              |         |       |  |  |  |  |  |
| Fonte: Ministero dell'interno                                                  |                      |                                              |         |       |  |  |  |  |  |

### IX legislatura
|                                                                                | Lucio Libertini ✔️ Eletto  | Partito Comunista Italiano              | 38 397  | 33,55 |  |  |  |  |  |
|                                                                                | Riccardo Triglia ✔️ Eletto | Democrazia Cristiana                    | 35 897  | 31,37 |  |  |  |  |  |
|                                                                                | Ezio Bellin                | Partito Socialista Italiano             | 11 931  | 10,43 |  |  |  |  |  |
|                                                                                | Susanna Agnelli            | Partito Repubblicano Italiano           | 7 249   | 6,33  |  |  |  |  |  |
|                                                                                | Vittorio Banella           | Movimento Sociale Italiano              | 6 042   | 5,28  |  |  |  |  |  |
|                                                                                | Piero Benzi                | Partito Liberale Italiano               | 5 582   | 4,88  |  |  |  |  |  |
|                                                                                | Valentino Prati            | Partito Socialista Democratico Italiano | 4 749   | 4,15  |  |  |  |  |  |
|                                                                                | Ionnes Albertoni           | Partito Radicale                        | 2 689   | 2,35  |  |  |  |  |  |
|                                                                                | Giuseppe Geymonat          | Democrazia Proletaria                   | 1 471   | 1,29  |  |  |  |  |  |
|                                                                                | Luciano Gibelli            | Lista per Trieste                       | 430     | 0,38  |  |  |  |  |  |
| Totale                                                                         | Totale                     | Totale                                  | 114 437 | 100   |  |  |  |  |  |
|                                                                                |                            |                                         |         |       |  |  |  |  |  |
| Voti non validi                                                                | Voti non validi            | Voti non validi                         | 10 131  | 8,13  |  |  |  |  |  |
| Votanti                                                                        | Votanti                    | Votanti                                 | 124 568 | 91,47 |  |  |  |  |  |
| Elettori                                                                       | Elettori                   | Elettori                                | 136 180 |       |  |  |  |  |  |
|                                                                                |                            |                                         |         |       |  |  |  |  |  |
| Nota: quorum del 65% non raggiunto; ripartizione dei seggi a livello regionale |                            |                                         |         |       |  |  |  |  |  |
| Data: 26 giugno 1983                                                           |                            |                                         |         |       |  |  |  |  |  |
| Fonte: Ministero dell'interno                                                  |                            |                                         |         |       |  |  |  |  |  |

### X legislatura
|                                                                                | Riccardo Triglia ✔️ Eletto           | Democrazia Cristiana                    | 36 738  | 31,61 |  |  |  |  |  |
|                                                                                | Lucio Libertini ✔️ Eletto            | Partito Comunista Italiano              | 33 688  | 28,99 |  |  |  |  |  |
|                                                                                | M. Oddone                            | Partito Socialista Italiano             | 15 000  | 12,91 |  |  |  |  |  |
|                                                                                | C. Giacometto                        | Movimento Sociale Italiano              | 5 906   | 5,08  |  |  |  |  |  |
|                                                                                | G. Zanlungo                          | Partito Socialista Democratico Italiano | 5 347   | 4,60  |  |  |  |  |  |
|                                                                                | Jas Gawronski                        | Partito Repubblicano Italiano           | 3 816   | 3,28  |  |  |  |  |  |
|                                                                                | Lorenzo Strik Lievers                | Partito Radicale                        | 3 385   | 2,91  |  |  |  |  |  |
|                                                                                | P. Degli Espinosa                    | Lista Verde                             | 3 382   | 2,91  |  |  |  |  |  |
|                                                                                | E. Sogno Rata Del Vallino Di Ponzone | Partito Liberale Italiano               | 3 145   | 2,71  |  |  |  |  |  |
|                                                                                | A. Garelli                           | Democrazia Proletaria                   | 1 549   | 1,33  |  |  |  |  |  |
|                                                                                | D. Mian                              | Piemont Autonomia Regionale             | 1 381   | 1,19  |  |  |  |  |  |
|                                                                                | A. Armandi                           | Liga Veneta - Pensionati Uniti          | 1 113   | 0,96  |  |  |  |  |  |
|                                                                                | A. Colli                             | Piemont                                 | 1 112   | 0,96  |  |  |  |  |  |
|                                                                                | A. Cardillo                          | Movimento di Liberazione Fiscale        | 496     | 0,43  |  |  |  |  |  |
|                                                                                | D. Foschi                            | Alleanza Popolare Pensionati            | 166     | 0,14  |  |  |  |  |  |
| Totale                                                                         | Totale                               | Totale                                  | 116 224 | 100   |  |  |  |  |  |
|                                                                                |                                      |                                         |         |       |  |  |  |  |  |
| Voti non validi                                                                | Voti non validi                      | Voti non validi                         | 8 468   | 6,79  |  |  |  |  |  |
| Votanti                                                                        | Votanti                              | Votanti                                 | 124 692 | 91,38 |  |  |  |  |  |
| Elettori                                                                       | Elettori                             | Elettori                                | 136 451 |       |  |  |  |  |  |
|                                                                                |                                      |                                         |         |       |  |  |  |  |  |
| Nota: quorum del 65% non raggiunto; ripartizione dei seggi a livello regionale |                                      |                                         |         |       |  |  |  |  |  |
| Data: 14 giugno 1987                                                           |                                      |                                         |         |       |  |  |  |  |  |
| Fonte: Ministero dell'interno                                                  |                                      |                                         |         |       |  |  |  |  |  |

### XI legislatura
|                                                                                | Riccardo Triglia ✔️ Eletto | Democrazia Cristiana                    | 27 139  | 23,25 |  |  |  |  |  |
|                                                                                | Claudio Percivalle         | Lega Nord                               | 19 816  | 16,97 |  |  |  |  |  |
|                                                                                | Giovanni Calvi             | Partito Democratico della Sinistra      | 17 393  | 14,90 |  |  |  |  |  |
|                                                                                | Eugenio Ferrero            | Partito Socialista Italiano             | 15 059  | 12,90 |  |  |  |  |  |
|                                                                                | Lucio Libertini            | Partito della Rifondazione Comunista    | 9 583   | 8,21  |  |  |  |  |  |
|                                                                                | Antonio D'Ambrosio         | Movimento Sociale Italiano              | 5 888   | 5,04  |  |  |  |  |  |
|                                                                                | Livio Tosi                 | Partito Liberale Italiano               | 4 579   | 3,92  |  |  |  |  |  |
|                                                                                | Vincenzo Saba              | Partito Repubblicano Italiano           | 3 522   | 3,02  |  |  |  |  |  |
|                                                                                | Vittorio Castellazzi       | Federazione dei Verdi                   | 3 311   | 2,84  |  |  |  |  |  |
|                                                                                | Giorgio Seri               | Lega Alpina Piemont                     | 2 892   | 2,48  |  |  |  |  |  |
|                                                                                | Angelo Revello             | Partito Socialista Democratico Italiano | 2 106   | 1,80  |  |  |  |  |  |
|                                                                                | Vincenzo Pietrovichillo    | Partito Pensionati                      | 1 815   | 1,55  |  |  |  |  |  |
|                                                                                | Antonio Colosimo           | La Lega Casalinghe-Pensionati           | 1 388   | 1,19  |  |  |  |  |  |
|                                                                                | Grazia Prevete             | Sì Referendum                           | 1 157   | 0,99  |  |  |  |  |  |
|                                                                                | Salvatore Rosanova         | Verdi Verdi                             | 850     | 0,73  |  |  |  |  |  |
|                                                                                | Antonio Giuseppe Ricco     | Federalismo - Pensionati Uomini Vivi    | 241     | 0,21  |  |  |  |  |  |
| Totale                                                                         | Totale                     | Totale                                  | 116 739 | 100   |  |  |  |  |  |
|                                                                                |                            |                                         |         |       |  |  |  |  |  |
| Voti non validi                                                                | Voti non validi            | Voti non validi                         | 7 815   | 6,27  |  |  |  |  |  |
| Votanti                                                                        | Votanti                    | Votanti                                 | 124 554 | 89,26 |  |  |  |  |  |
| Elettori                                                                       | Elettori                   | Elettori                                | 139 536 |       |  |  |  |  |  |
|                                                                                |                            |                                         |         |       |  |  |  |  |  |
| Nota: quorum del 65% non raggiunto; ripartizione dei seggi a livello regionale |                            |                                         |         |       |  |  |  |  |  |
| Data: 5 aprile 1992                                                            |                            |                                         |         |       |  |  |  |  |  |
| Fonte: Ministero dell'interno                                                  |                            |                                         |         |       |  |  |  |  |  |